# チチャゴフ島

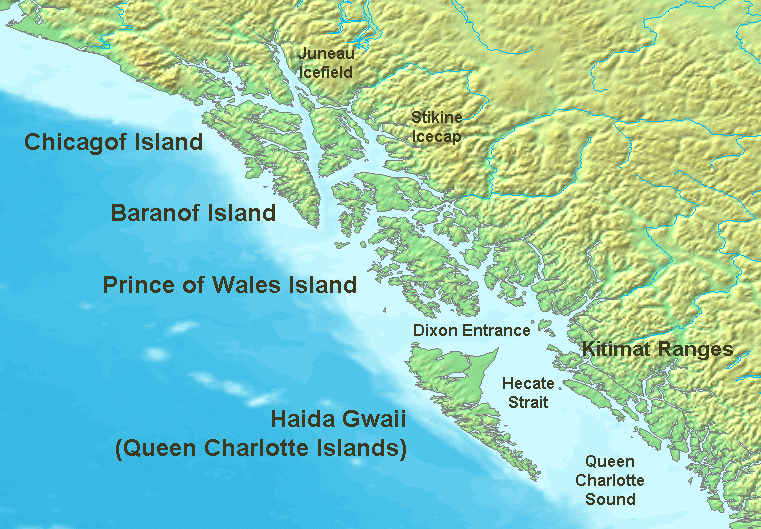
アラスカ南部、カナダ太平洋岸北部の、主な島と海峡

チチャゴフ島（チチャゴフとう、Chichagof Island）は、アメリカ合衆国のアラスカ州に属する島。州南部にあるアレキサンダー諸島の島のひとつ。長さ120km、幅80km、面積は5,306km2。アメリカ合衆国で5番目に大きな島である。
人口は1,342人（2000年）で、主な集落は島の北部に集中している。
東のアドミラルティ島とはチャタム海峡で、南のバラノフ島とはペリル海峡で、北の大陸本土とはアイシー海峡とクロス海峡で隔てられている。西はアラスカ湾に面している。
島の主要産業は、林業、狩猟旅行のガイドである。
島の名前は、ロシアの探検家、ワシリー・チチャゴフ（露語：Василий Яковлевич Чичагов、英語：Vasili Yakovlevich Chichagov）にちなんで名付けられた。